# Журавльов Василь Іванович
Василь Іванович Журавльов (нар. 20 грудня 1932, село Солхонівщина, тепер Кіровської області, Російська Федерація) — український радянський діяч, боцман теплоходів Чорноморського морського пароплавства. Депутат Верховної Ради УРСР 7—8-го скликань.

## Біографія
Закінчив семирічну школу в Кіровській області РРФСР. Після Другої світової війни разом з батьками переїхав до міста Умані. Працював теслярем Уманської мебльової фабрики (тепер — Черкаської області).
Закінчив Одеську мореплавну школу. З 1951 року плавав матросом і старшим матросом на пароплавах «Тула», «Сухона».
На 1965—1967 роки — боцман теплоходу «Солнечногорськ» Чорноморського морського пароплавства. Член КПРС.
На 1971 рік — боцман теплоходу-рефрижератора «Котовський» Чорноморського морського пароплавства. На 1973 рік — боцман-радянський спеціаліст іракського теплоходу «Басра» Іракської судноплавної компанії.
Потім — на пенсії у місті Одесі.

## Нагороди
- орден Леніна
- медалі
- знак «Відмінний працівник морського транспорту»